# Исаев, Алексей Петрович (Герой Советского Союза)
Алексе́й Петро́вич Иса́ев (1906—1945) — советский военнослужащий, командир отделения роты автоматчиков 42-го стрелкового полка 180-й стрелковой дивизии 46-й армии 3-го Украинского фронта, сержант. Герой Советского Союза (1945).

## Биография
Родился 18 апреля 1906 года в деревне Малая Казанского уезда Казанской губернии (ныне — деревня Исаево, Верхнеуслонский район Республики Татарстан) в семье крестьянина. Русский. Член ВКП(б) с 1941 года. После окончания 4-х классов школы работал в колхозе. Затем переехал в Казань и работал на различных стройках и заводах.
В Красной Армии с 1941 года. Окончил в запасном полку школу младших командиров и получил звание сержанта.
В Великой Отечественной войне с 7 января 1943 года. Боевой путь сержант Исаев начал в составе 40-й армии под Воронежем. Прибыл из запасного полка накануне большого наступления. Через несколько дней с рубежа реки Дон линия фронта стала неуклонно двигаться на запад. Уже 14 января 1943 года Исаев участвовал в освобождении районного центра посёлка Митрофановка, а 16 января его отделение вело бой по очищению от врага города Россошь. Дальше были бои в Белгородской области: за станцию Алексеевка, город Короча, посёлок Пролетарский. К марту 1943 года дивизия, в которой служил Исаев, вышла на границу с Сумской областью.
Летом 1943 года Исаев участвовал в боях на Курской дуге и освобождении городов Тростянца и Лебедина Сумской области. В конце сентября 1943 года войска подошли к реке Днепр. Отделение Исаева участвовало в боях по расширению днепровского плацдарма в районе посёлка Ржищев Киевской области и освобождению столицы Украины города Киева. За это 180-я стрелковая дивизия получила почётное наименование «Киевская».
В начале 1944 года советские воины окружили крупную группировку противника под Корсунь-Шевченковским. Однажды ночью на участке полка гитлеровцы предприняли попытку вырваться из котла. К месту прорыва командир полка бросил роту автоматчиков. Сержант Исаев получил от командира роты задачу своим отделением отвлечь на себя противника. Отделение, пользуясь ночной темнотой, подобралось к противнику на 100 метров и открыло по гитлеровцам огонь. А в это время с другой стороны ударила вся рота. В этой схватке автоматчики скосили более 100 гитлеровцев, а многих пленили. На этом участке фронта врагу не удалось вырваться из окружения. За этот бой Исаев был награждён орденом Отечественной войны 2-й степени.
В одном из последующих боёв сержант Исаев был ранен и после госпиталя догнал свою часть уже на территории Румынии. Он участвовал в боях за взятие румынских городов Фокшаны, Рымник, был утверждён парторгом роты автоматчиков. За отличие в этих боях родной полк Исаева стал наименоваться «Рымникским».
Осенью 1944 года советские войска достигли территории Венгрии. В городе Будапеште держала оборону мощная гитлеровская группировка. Завязались ожесточённые кровопролитные бои на подступах к этому городу.
В ночь на 22 января 1945 года в пригороде Будапешта рота автоматчиков завязала жаркий бой за двухэтажный дом, превращённый противником в укреплённый опорный пункт. Сержант Исаев первым прорвался к дому и забросал гранатами засевших в нём фашистов. Несколько гитлеровцев было убито, многие получили ранения. Однако и сам Исаев был тяжело ранен. Когда же один из подавленных ранее пулемётов вновь открыл огонь по наступающей роте, не давая бойцам возможности продвигаться вперёд, парторг Исаев подобрался к пулемёту и закрыл его своим телом. Пулемёт умолк. Автоматчики овладели неприступным опорным пунктом.
Указом Президиума Верховного Совета СССР от 28 апреля 1945 года за образцовое выполнение боевых заданий командования на фронте борьбы с немецко-фашистскими захватчиками и проявленные при этом исключительное самопожертвование и героизм сержанту Алексею Петровичу Исаеву было присвоено звание Героя Советского Союза (посмертно).
Похоронен в городе Будапеште. В 1962 году в честь Героя улица 14-я Союзная города Казани была переименована улицу Исаева, по адресу: улица Исаева, дом 12 в память о нём установлена мемориальная доска. Деревня, в которой он родился, переименована в Исаево.
Приказом Министра обороны СССР А. П. Исаев навечно зачислен в списки личного состава воинской части.
Награждён орденом Ленина, орденами Отечественной войны 2-й степени, Красной Звезды.